# Taumantis sigiana
Taumantis sigiana är en bönsyrseart som beskrevs av Giglio-tos 1911. Taumantis sigiana ingår i släktet Taumantis och familjen Mantidae. Inga underarter finns listade i Catalogue of Life.